# Tinta ferrogálica

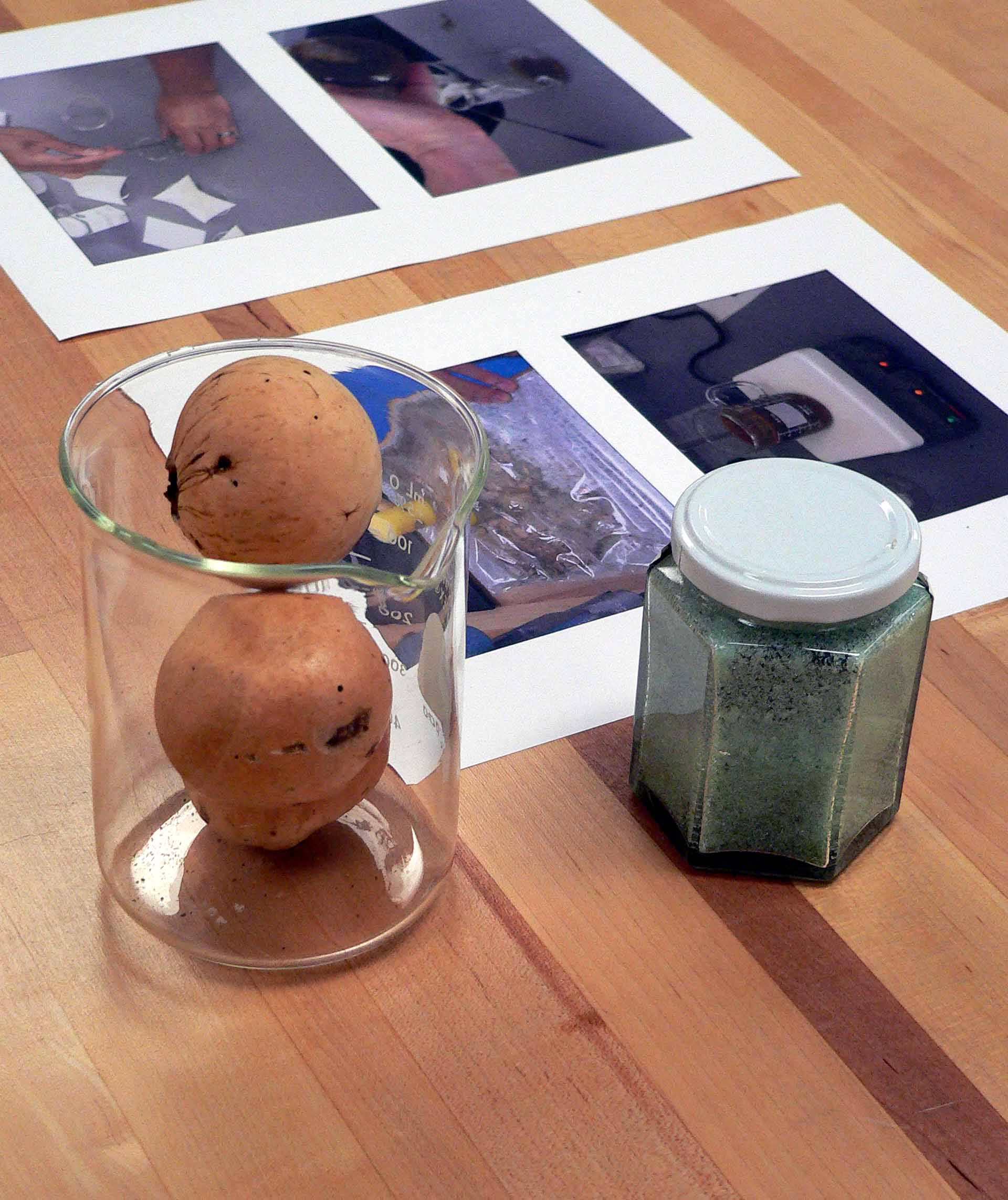
Ingredientes de la Tinta ferrogálica

La tinta ferrogálica, también conocida como tinta de corteza de roble es un pigmento púrpura-negro o marrón-negro, elaborado a partir de sales de hierro y ácidos tánicos de origen vegetal. Fue la tinta estándar y de la escritura en Europa, desde el siglo V hasta el el XIX, y se mantuvo en uso hasta bien entrado el el siglo XX.

## Preparación y uso
La tinta se prepara generalmente mediante la adición de hierro en forma de sulfato de hierro(II) (FeSO4) a una solución de ácido tánico (C6H2(OH)3COOH), pero se puede utilizar cualquier donante de iones de hierro (por ejemplo, clavos, trozos de metal de hierro, etc.). El ácido galotánico se extrae generalmente de la corteza del roble o de otros árboles, de ahí el nombre. La fermentación o hidrólisis del extracto libera ácido tánico, que produce una tinta de color negro más oscuro.
El extracto fermentado se combina con sulfato ferroso (FeSO4). Después de filtrar, se le agrega a la solución resultante de color gris pálido un aglomerante como es la goma arábiga, pudiendo ser utilizada para escribir en papel o vitela. Una tinta bien preparada se oscurece poco a poco a un intenso negro violáceo.

## Química

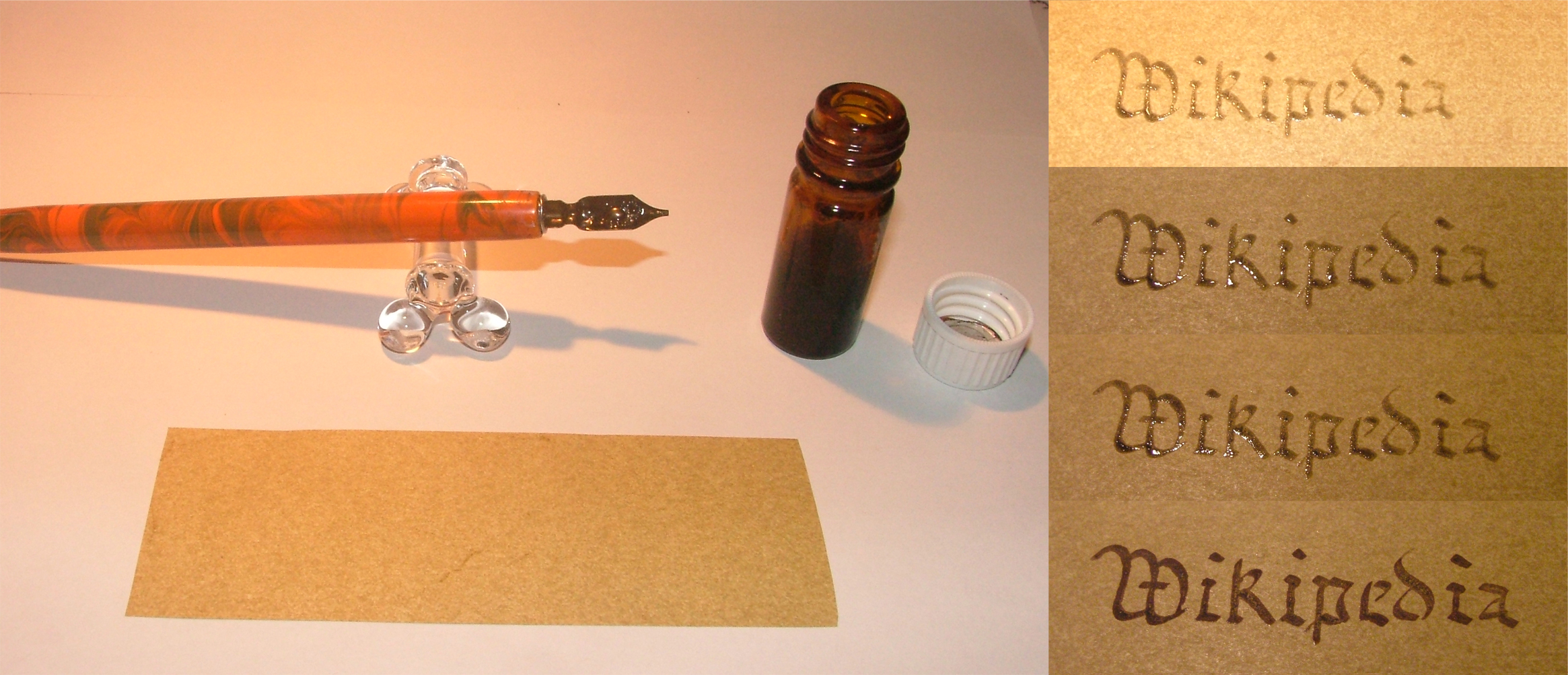
Tinta ferrogálica de preparación casera.

Mediante la mezcla de tanino con sulfato de hierro, se forma un complejo tanato ferroso soluble en agua. Debido a su solubilidad, la tinta es capaz de penetrar la superficie del papel, por lo que es difícil de borrar. Cuando se expone a oxígeno se forma un pigmento llamado tanato férrico. Este complejo no es soluble en agua, contribuyendo a su permanencia como una tinta de escritura.
El oscurecimiento gradual de la tinta es debido a la oxidación de los iones ferroso(Fe2 +) a férrico (Fe3 +) por acción del oxígeno atmosférico. Por esta razón, la tinta líquida debe ser almacenada en un frasco bien tapado, y con frecuencia se vuelve inutilizable transcurrido cierto tiempo. Los iones férricos reaccionan con el ácido tánico o algún compuesto derivado (ácido gálico o posiblemente pirogalol) para formar una compuesto organometálico polimérico.
La tinta preparada a base de limaduras de hierro tiene un pH que oscila entre 2 y 5.
Por esta razón algunos fabricantes utilizan cáscaras de huevo pulverizadas, las cuales contienen carbonato de calcio para atenuar la acidez solución de tinta, acercándola a un pH neutro (pH = 7). 

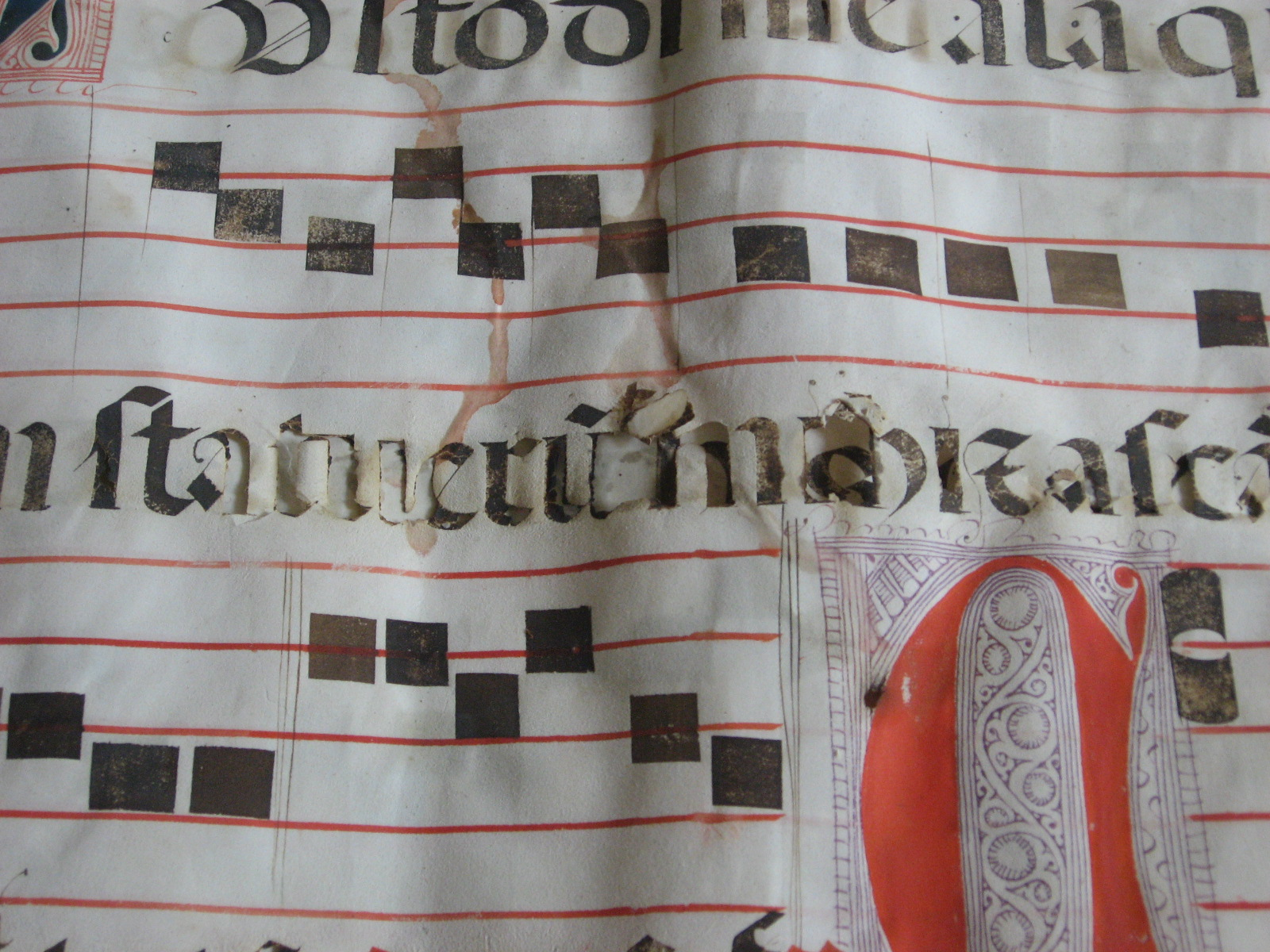
Corrosión en papel ocasionada por la acidez de la tinta

El papel presenta algunos problemas con esta clase de tinta. El pigmento de hierro tánico no forma enlaces químicos con las fibras de celulosa. La tinta se adhiere firmemente al papel, pero en gran medida por la unión mecánica; la tinta seca penetra en los espacios entre las fibras y, después del secado, se enreda en ellos. El proceso de descomposición en la superficie de escritura se acelera en el papel cuando se compara con la vitela, dañándolo en cuestión de años.

## Historia
Las primeras técnicas para fabricar esta tinta provienen de Plinio el Viejo. Numerosos manuscritos se han escrito utilizando tinta ferrogálica, incluido el Codex Sinaiticus, la Biblia más antigua. Debido a la facilidad en la técnica y su calidad de permanencia y resistencia al agua, esta tinta se convirtió en la elegida por los escribas europeos, siendo difundido su uso por todo el Mediterráneo.
La popularidad de la tinta ferrogálica se extendió por todo el mundo durante el período de la colonización. El Servicio Postal de los Estados Unidos tenía su propia receta oficial, la cual era empleada en todas las oficinas. No fue hasta la invención de las tintas producidas químicamente, en la segunda mitad del siglo XX, que la tinta ferrogálica cayó en desuso.

### Plumas estilográficas

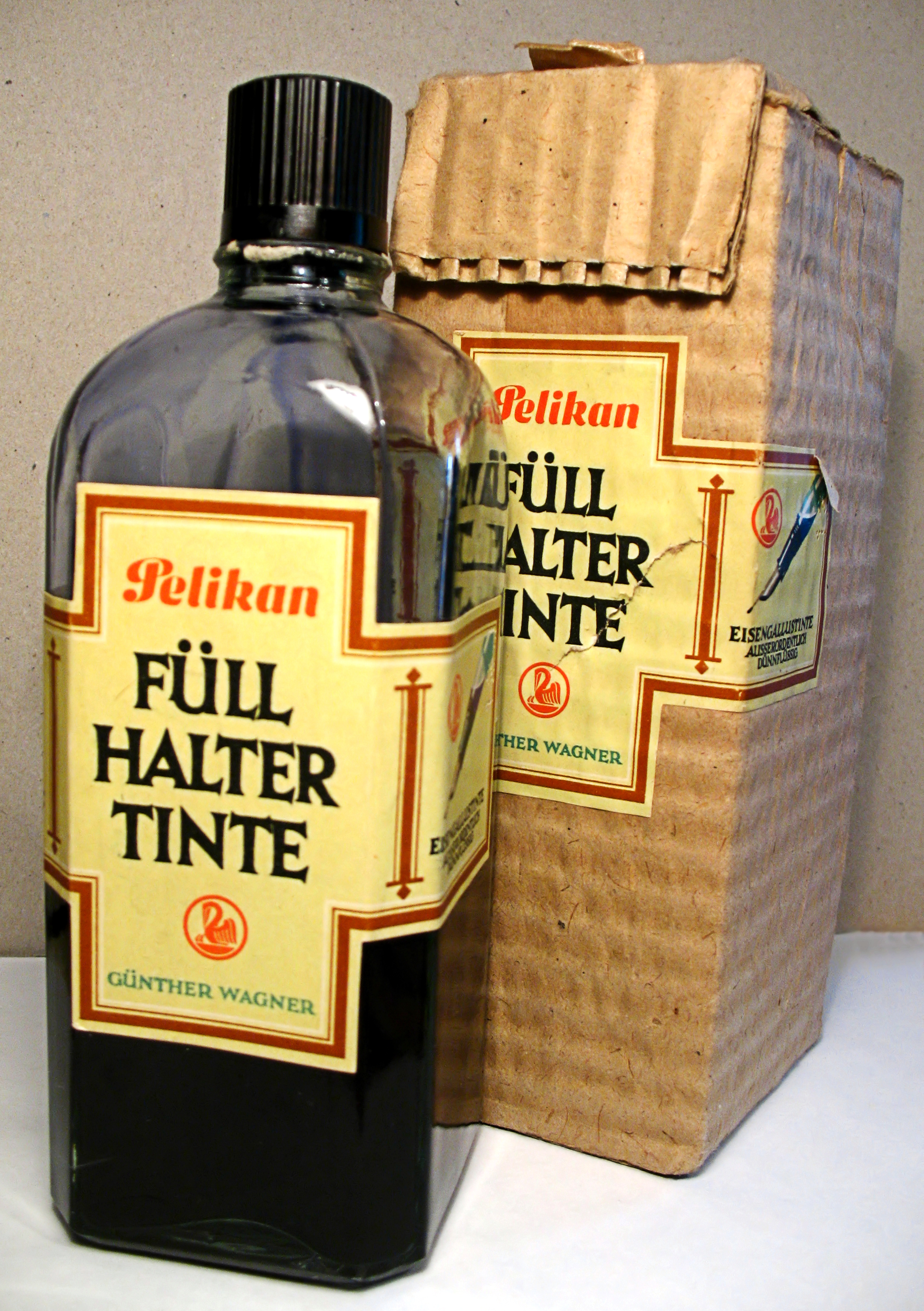
Tinta ferrogálica para pluma estilográfica en un envase de 1950.

Las tintas tradicionales de hierro destinadas a las plumas de inmersión no son adecuadas para plumas estilográficas que operan por el principio de acción capilar. La acumulación de depósitos sólidos en el sistema de alimentación puede obstruir los pequeños conductos de tinta. Además, las tintas ferrogálicas tradicionales tienen un carácter ácido elevado, por lo que pueden corroer las piezas de metal de la pluma.
En su lugar, las tintas ferrogálicas han sido sustituidas por modernas fórmulas, que se presentan como tintas embotelladas de color negro azulado.
Las formulaciones modernas también tienden a utilizar ácido clorhídrico, mientras que una gran cantidad de tintas de antaño, empleaban ácido sulfúrico. Este tipo de preparado es menos propenso a dañar el papel y son más suaves para rellenar el interior de una pluma estilográfica. Para una limpieza más a fondo de ésta, es útil el vinagre diluido que elimina el hierro residual, agua y amoníaco diluido.
A pesar del desuso, las tintas ferrogálicas todavía se utilizan en plumas estilográficas en aplicaciones que requieren perrmanencia.
En el Reino Unido se requiere de tinta que contiene compuestos gálico-ferrosos en las oficinas de registro de documentos oficiales como certificados de nacimiento, certificados de matrimonio, certificados de defunción y en los registros del clero y de los buques.
.

En Alemania, son empleadas en procesos jurídicos y notariales.

### Fórmula de la "tinta estándar" en Estados Unidos (1935)
- 11,7 g de ácido tánico
- 3,8 g de ácido gálico
- 15 g de sulfato de hierro
- 3 cm³ de ácido clorhídrico (utilizado para prevenir la formación de sedimentos)
- 1 g de ácido fénico
- 3,5 g de china-colorante azul de anilina (soluble en agua)
- 1000 cm³ de agua destilada[8]